# Rathaus (Gundelfingen an der Donau)

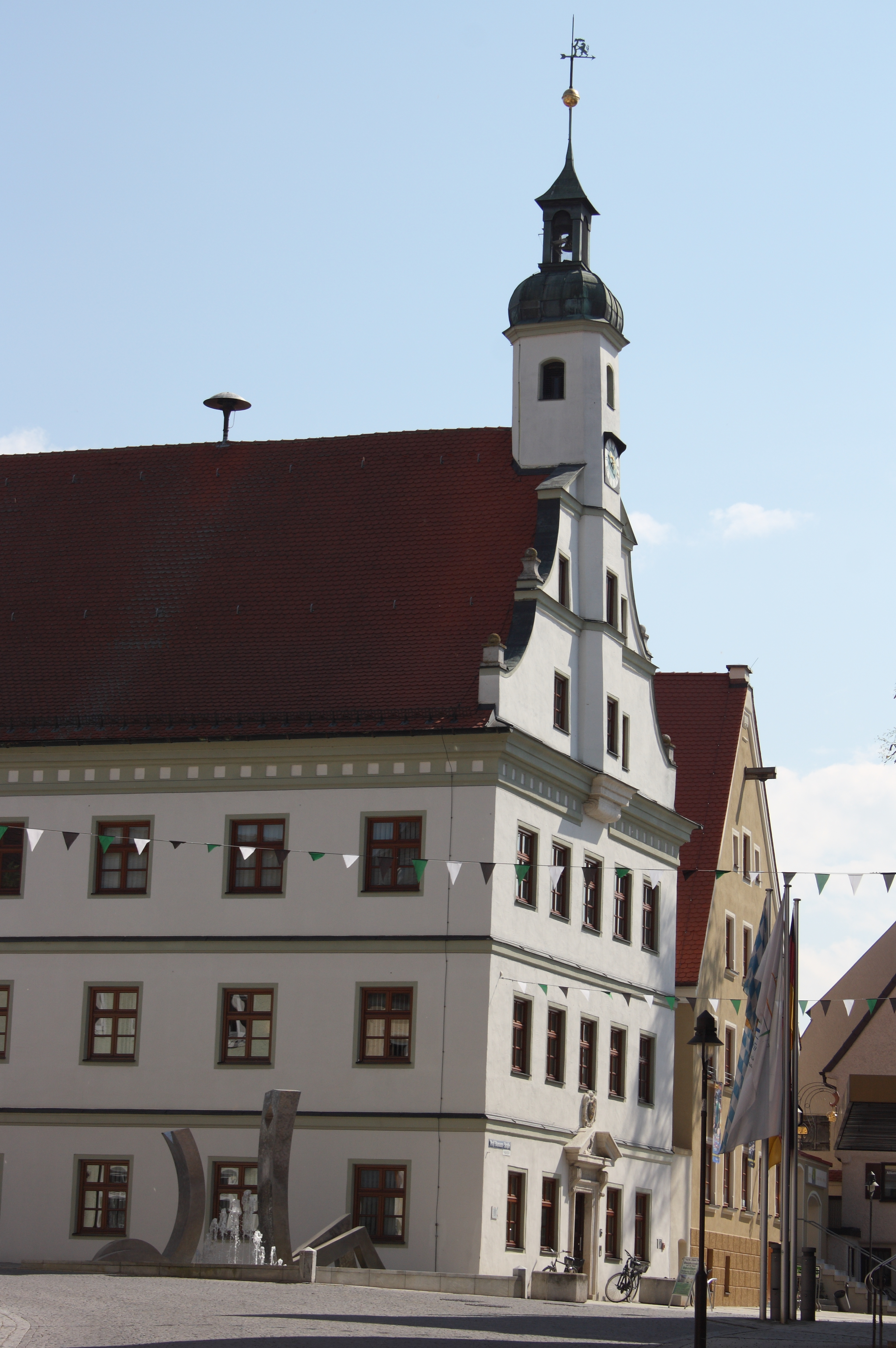
Rathaus in Gundelfingen

Das Rathaus in Gundelfingen an der Donau, einer Stadt im Landkreis Dillingen an der Donau im bayerischen Regierungsbezirk Schwaben, wurde 1677/78 errichtet. Das Gebäude an der Professor-Bamann-Straße 22 ist ein geschütztes Baudenkmal.

## Lage
Das Rathaus liegt an einer platzartigen Erweiterung im Zentrum der Stadt, an der Ecke Hauptstraße – Professor-Bamann-Straße.

## Geschichte
Der heutige Bau wurde 1677/78 an der Stelle des durch einen Brand zerstörten Vorgängerbaus errichtet. Die ausführenden Meister waren die Maurer Dominikus Haller und Johann Reich sowie der Zimmermann Balthasar Baur. 1853 erfolgte ein Umbau des Gebäudes.

## Architektur

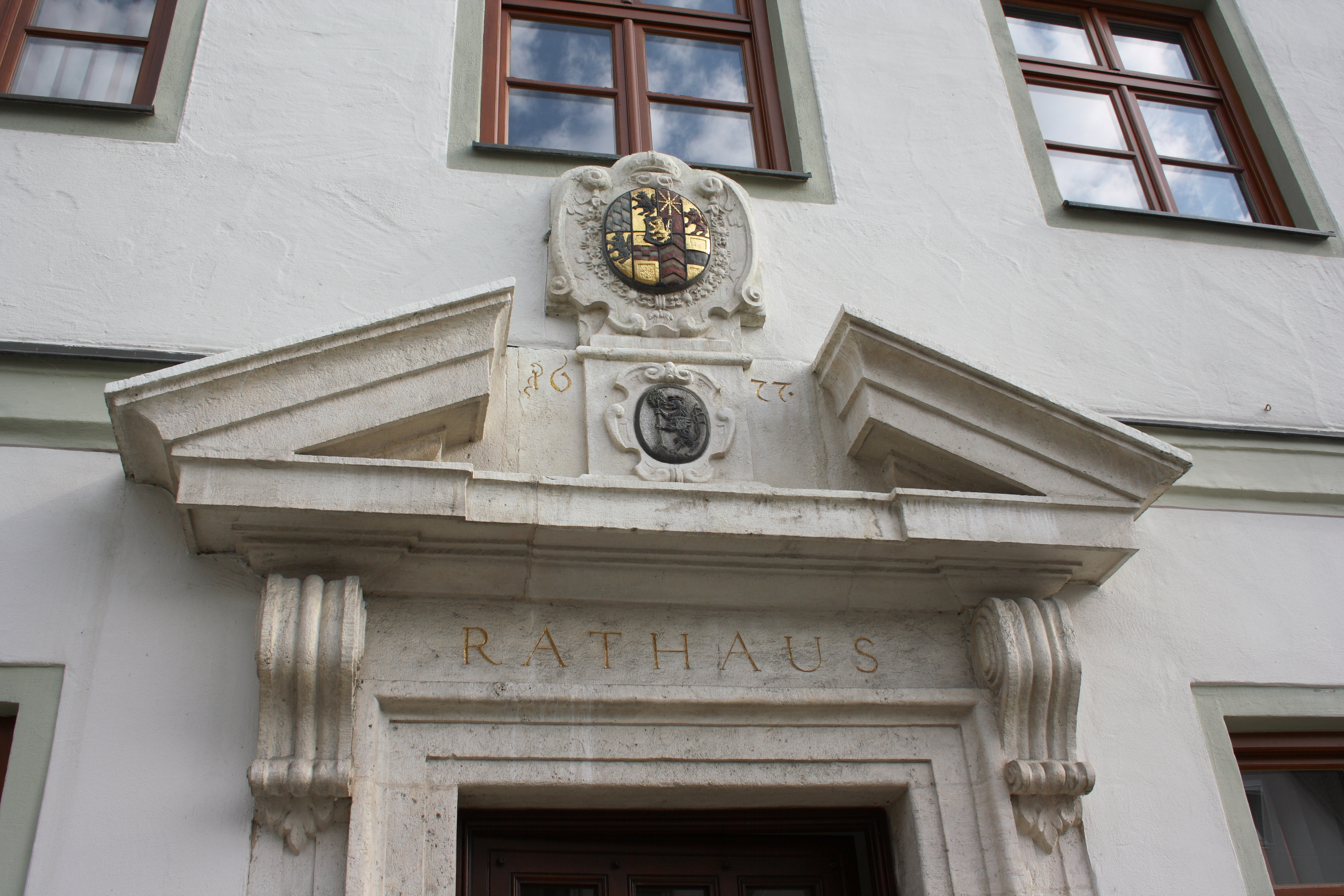
Portal

Der dreigeschossige Bau mit fünf zu acht Fensterachsen und einem Satteldach weist eine Geschosstrennung durch Putzbänder auf. Diese bestehen aus einem Kranzgesims mit geputzter Imitation einer Balkenlage.
Das rechteckige Portal besitzt profilierte Gewände unter einem gesprengten Giebel auf seitlichen Volutenkonsolen. In der Mitte dieses Giebels befindet sich in einer Kartuschen das Stadtwappen (umgeben von der Jahreszahl 1677) und darüber, ebenfalls in einer Kartusche, das Wappen des Pfalzgrafen Philipp Wilhelm von Pfalz-Neuburg.
Die rechteckigen Fenster sind alle mit schmalem Putzrand versehen. Der zweigeschossige Südgiebel ist mit geschweiften Stufen ausgeführt. Die Geschosse werden durch Profilgesimse getrennt und an den Ecken befinden sich Postamente mit Kugeln. Auf der Spitze des Giebels sitzt ein quadratischer Dachreiter mit geschrägten Kanten, der von einer Zwiebelhaube mit quadratischer, offener Laterne mit Spitzhelm bekrönt wird.
Im Erdgeschoss und ersten Obergeschoss befindet sich ein Mittelgang mit einem Kreuzgratgewölbe, an der östlichen Seite die zweiläufige Podesttreppe mit überwölbten Läufen. Im dritten Obergeschoss befindet sich der Ratsaal.